# جف استوارت
جف استوارت (انگلیسی: Geoff Stewart؛ زادهٔ ۱۵ دسامبر ۱۹۷۳) ورزشکار روئینگ اهل استرالیا است.
وی در مسابقات کشوری و بین‌المللی در مجموع برندهٔ ۱ مدال طلا، ۲ مدال نقره، ۳ مدال برنز شده‌است.